# Aloe gracilicaulis
Aloe gracilicaulis là một loài thực vật có hoa trong họ Măng tây. Loài này được Reynolds & Bally mô tả khoa học đầu tiên năm 1958.